# Локхарт, Джун
Джун Локхарт (англ. June Lockhart; род. 25 июня 1925, Нью-Йорк, США) — американская актриса.

## Биография
Джун Локхарт родилась в Нью-Йорке в семье канадского актёра Джина Локхарта и английской актрисы Кэтлин Локхарт. Её появление на свет в актёрской семье способствовало и её раннему дебюту в кино — в 1938 году Джун Локхарт появилась вместе с родителями в фильме «Рождественская история». Далее последовали небольшие роли в фильмах «Сержант Йорк» (1941), «Встреть меня в Сент-Луисе» (1944), «Сын Лесси» (1945) и «Годовалый» (1946), прежде чем она сыграла главную роль в фильме «Женщина-волк из Лондона» в 1946 году.
В 1948 году актриса стала обладательницей премии «Тони» в номинации лучший дебют за роль в театральной постановке «За любовь или деньги». С началом 1950-х годов Джун Локхарт переместилась на телевидение, где большого успеха ей принесла роль матери Тимми Мартина в популярном телесериале «Лесси», в котором она снималась с 1958 по 1964 год. В дальнейшем она оставалась наиболее востребованной на телевидении, где у неё были заметные роли в сериалах «Затерянные в космосе», «Главный госпиталь», «Частный детектив Магнум», «Полный дом», «Она написала убийство», «Удивительные истории», «Беверли-Хиллз, 90210», «Анатомия страсти» и многих других.
С 1951 по 1959 год актриса была замужем за доктором Джоном Ф. Малони, который стал отцом двух её дочерей: Энн Локхарт, ставшей также актрисой, и Элизабет Локхарт. Её вторым супругом был архитектор Джон Линдси, брак с которым также завершился разводом.
Джун Локхарт удостоена двух звёзд на Голливудской аллее славы — за вклад в кинематограф и телевидение.
25 июня 2025 года, Джун Локхарт исполнилось 100 лет.